# 7548-as mellékút (Magyarország)
A 7548-as számú mellékút egy rövid, kevesebb, mint két kilométer hosszú, ennek ellenére négy számjegyű országos közút Zala vármegyében. A Zalaegerszeg-Lenti-Letenye háromszögön belül kapcsol össze két forgalmasabb, de egymással más módon nem érintkező, négy számjegyű útvonalat.

## Nyomvonala
A 7543-as útból ágazik ki, annak 18,250-es kilométerszelvénye közelében, Ortaháza központjában, Petőfi Sándor út néven. Nagyjából észak felé indul, mintegy 350 métert halad a község belterületén, majd onnan kilépve keresztezi a Berek-patak folyását. 500 méter után áthalad a Rédics–Zalaegerszeg-vasútvonal vágányain is, Ortaháza megállóhely nyugati végénél. Az 1,250-es kilométerszelvénye után kicsit nyugatabbnak fordul, majd röviddel arrébb áthalad a Cserta hídján. Itt négy település, Ortaháza, Csertalakos, Zebecke és Kissziget közigazgatási területe találkozik, bár nem teljesen egy pontban, hanem két, egymástól pár lépésre található hármas határponttal: Kissziget és Csertalakos területe néhány tíz méter híján nem érintkezik egymással. A hidat elhagyva az út már Kissziget és Zebecke határát követi, és a határvonalon is ér véget, beletorkollva a Nova-Csömödér között húzódó 7547-es útba, annak 6,250-es kilométerszelvényénél.
Teljes hossza, az országos közutak térképes nyilvántartását szolgáló kira.gov.hu adatbázisa szerint 1,864 kilométer.

## Hídjai
Két jelentősebb hídja az ortaházi Berek-patak-híd a 367-es méterszelvényben, ami 1959-ben létesült, és az ugyancsak ortaházi Cserta-híd az 1+367-es kilométerszelvényében, ami egy évvel korábban. Az előbbi monolit vasbeton lemezszerkezetű hídként épült, egyetlen nyílásköze 10,3, teljes szerkezeti hossza 11,2 méter, míg a Cserta-híd fordított T-tartós szerkezet, legnagyobb nyílásköze 10,0, teljes szerkezeti hossza pedig 24,7 méter.